# كاليوم واتيرز
كاليوم واتيرز (بالإنجليزية: Calum Waters) (10 مارس 1996 بغلاسكو في المملكة المتحدة - ) هو لاعب كرة قدم بريطاني في مركز الدفاع. شارك مع منتخب اسكتلندا تحت 17 سنة لكرة القدم ومنتخب اسكتلندا تحت 19 سنة لكرة القدم. أما مع النوادي، فقد لعب مع نادي سلتيك ونادي دمبرتون ونادي ألوا أثليتيك.

## وصلات خارجية
- كاليوم واتيرز على موقع الاتحاد الإسكتلندي (الإنجليزية)
- كاليوم واتيرز على موقع قاعدة بيانات كرة القدم.إي يو (الإنجليزية)
- كاليوم واتيرز على موقع Soccerbase.com (لاعب) (الإنجليزية)
- كاليوم واتيرز على موقع Soccerway.com (الإنجليزية)
- كاليوم واتيرز على موقع عالم كرة القدم.نت (الإنجليزية)
- كاليوم واتيرز على موقع AS.com (الإسبانية)